# Publius Vatinius
Sauf précision contraire, les dates de cet article sont sous-entendues « avant l'ère commune » (AEC), c'est-à-dire « avant Jésus-Christ ».
Publius Vatinius est un homme d'État du dernier siècle de la République romaine. Il est principalement connu grâce à Cicéron, qui plaida contre lui et le dépeint donc de façon négative.

## Biographie
En 63, il est questeur, l'année où Cicéron est consul. Cicéron pense alors que l'élection de Vatinius a été obtenue par l'influence d'un des consuls de l'année précédente. Il l'envoie à Pouzzoles mais ses extorsions sont si accablantes que les habitants s'en plaignent à Cicéron.
Il sert ensuite le proconsul d'Espagne Caius Cosconius. Encore une fois, Cicéron l'accuse de vol et d'extorsion.
En 59, il est tribun de la plèbe, et vend ses services à Jules César, qui était alors consul avec Marcus Calpurnius Bibulus. Il défend plusieurs propositions de loi afin que César reçoive comme charge de proconsul les provinces de Gaule cisalpine et d'Illyricum pendant cinq ans, le sénat ajoutant ensuite la province de Gaule transalpine. C'est pendant son tribunat et à son instigation que Lucius Vettius accuse des hommes d'État, dont un célèbre orateur, c'est-à-dire Cicéron, de participer à un complot contre la vie de Pompée. César alors consul fait arrêter et exécuter Vettius, évitant toute investigation, mais plus tard Cicéron évoque l'affaire lorsqu'il attaque Vatinius.
Il quitte Rome avec César, en tant que légat de légion en Gaule. Il revient rapidement à Rome, comme candidat à la charge de préteur, mais il échoue.
Son animosité envers Cicéron continue et il apparaît en 56 comme témoin contre Milon et Sestius, deux amis de Cicéron. Cicéron l'attaque sans ménagement dans son discours In Vatinium, qui passe en revue tous les reproches possibles sur les antécédents de Vatinius. Cicéron va jusqu'à moquer son physique ingrat, souffrant de tuméfactions sur le visage et le cou, en le traitant de membre gangréné (struma civitatis).
En 55, après de nombreux remous, Pompée et Crassus sont élus consuls, Caton est alors candidat comme préteur soutenu par les aristocrates. Pour le contrer, les deux consuls proposent Vatinius, qui remporte l'élection. A l'expiration de son mandat, Vatinius est attaqué en justice par C. Licinius Calvus dans une plaidoirie brillante. Cicéron, qui est devenu l'obligé de Pompée qui le protège contre Clodius Pulcher, doit assurer la défense de Vatinius pour ne pas heurter son protecteur.
En 51, il retourne en Gaule, comme légat de Jules César qui lui donne le commandement d'une légion en Belgique. Il reste avec César pendant le début de la guerre civile. En 48, César l'envoie en Grèce avec des propositions de paix à Pompée, que Labiénus repousse. Mais il ne prend pas part à la bataille de Pharsale, car César lui a confié la défense de ses bases arrière à Brindisi contre Decimus Laelius, qui mène une attaque sur la ville avec une partie de la flotte de Pompée. César le récompense en lui accordant le titre de consul suffect en décembre 47.
En 46, il bat Marcus Octavius, un partisan de Pompée avec une grande armée, en Illyrie, acte qui lui vaut une ovation. En 44, après la mort de César, il est encore en Illyrie, mais il est forcé par ses soldats d'abandonner ses trois légions à Marcus Junius Brutus quand Brutus se rend en Macédoine prendre le commandement de sa province.
Vers cette époque, il échange avec Cicéron des lettres montrant que tous deux sont apparemment en bons termes.
Les dernières traces de lui datent de décembre 43, où il est récompensé par un triomphe.